# Еліс Перрерс
Еліс Перрерс (англ. Alice Perrers; пом. 3 лютого 1400 або в 1401/02) — фаворитка короля Англії Едуарда III. Її зв'язок з монархом почався не пізніше 1369 року. Мала значний вплив на державні справи, була союзницею Джона Гонта та Вільяма Латимера, 4-го барона Латимера з Корбі. Хороший парламент вигнав її 1376 року, але незабаром вона повернулася до двору. Після смерті Едуарда III втратила свої позиції, була змушена багато позиватися через своє майно.

## Життєпис
Надійної інформації про походження Еліс Перрерс немає. Деякі джерела стверджують, що вона — дочка ткача з Девонширу або дочка покрівельника з Генні (Ессекс) і працювала домашньою прислугою. Однак, оскільки Еліс стала придворною дамою королеви, більш імовірно, що вона належала до лицарської родини Перрерсів з Гартфордширу. Один із представників цієї сім'ї, сер Річард, кілька разів засідав у палаті громад при Едуарді II і на початку правління Едуарда III, був шерифом Гартфордширу та Ессексу. Еліс могла бути або його дочкою, або дочкою Джона Перрерса з Голта. Вона стала дружиною сера Томаса де Нарфорда, а після смерті цього лицаря — дружиною сера Вільяма де Віндзора.
Не пізніше жовтня 1366 Еліс вступила на службу до королеви, дружини Едуарда III Філіппи Геннегау, як domicella camerae reginae. Зазвичай так позначали лише одружених жінок; при цьому в 1371 і 1374 роках Перрерс згадано в джерелах як неодружену. Ще за життя Філіппи (до 1369 року, а можливо, вже в 1366 році) вона стала коханкою короля. Цей зв'язок приніс Перрерс багато вигоди: 1367 року монарх передав їй вигідну опіку над Робертом де Тіліолем, 1371 року — маєток Вендовер, 1375 року — маєток Бремфорд Спік у Девонширі й опіку над Джоном Пейном і Річардом Пойнінгсом. Крім того, Еліс отримала частину коштовностей королеви, а її наречений Вільям де Віндзор 2 червня 1374—1615 фунтів. Після смерті Філіппи стосунки між королем та його коханкою стали практично офіційними. Перрерс навіть сиділа поряд з Едуардом на турнірах.
Мала значний вплив на короля, який використала для збільшення свого багатства: зокрема, її звинувачували у втручанні у справи правосуддя на користь низки людей, які платили за це значні суми. Стала союзницею одного із синів Едуарда Джона Гонта та барона Латимера. Як наслідок, ці двоє виявилися фактичними правителями Англії при старому монарху, але були серйозно скомпрометовані, оскільки Перрерс на той момент стала об'єктом загальної неприязні. Гарний парламент, який розпочав роботу в квітні 1376 року, звернувся до Едуарда з проханням вислати Еліс; у клопотанні повідомлялося, що вона одружена з Вільямом де Віндзором, депутатом Палати громад з Ірландії. Король поклявся, що нічого не знав про шлюб коханки. Незабаром він видав указ, який забороняє жінкам займатися судовою практикою, і на цій підставі Еліс засудили до вигнання та конфіскації майна. Пізніше вона повернулася до двору, домоглася скасування вироку (у січні 1377), знову почала втручатися в судові справи. 21 червня 1377 Едуард III помер. Перрерс, згідно з одними джерелами, до кінця була поряд із ним, за іншими, вкрала персні з його пальців і кинула вмирати, за третіми, король сам прогнав її перед смертю.
У першому ж парламенті Річарда II Еліс на прохання палати громад віддано суду лордів, і 22 грудня 1377 року підтверджено вирок про вигнання та конфіскацію. 14 грудня 1379 року на прохання її чоловіка вирок знову скасували, а 15 березня 1380 року Віндзор отримав землі, що належали дружині. 1383 року Перрерс, мабуть, повернулася до двору. Роком пізніше вона овдовіла, і племінник чоловіка Джон де Віндзор почав докучати їй судовими позовами; Перрерс довелося судитися через своє майно з абатством Сент-Олбанс і Вільямом з Вікгема. Відомо, що 1393 року Джон де Віндзор сидів у Ньюгейтській в'язниці за захоплення належних тітці товарів, оцінених у 3000 фунтів.
Заповіт Еліс датований 20 серпня 1400 року. Документ містить прохання поховати тіло в парафіяльній церкві Апмінстера (Ессекс), поряд з Вільямом де Віндзором.
Померла, за одними даними, 3 лютого 1400, за іншими — в 1401 або 1402 році.

## Родина
У джерелах згадуються дочки Еліс на ім'я Джоан та Джейн; друга напевно була дочкою Віндзора, оскільки 1406 року під прізвищем Деспейн або Саутері претендувала на власність в Апмінстері . Від короля Перрерс народила принаймні одного сина, який отримав ім'я Джон.